# Vance County
Vance County är ett administrativt område i delstaten North Carolina, USA, med 45 422 invånare. Den administrativa huvudorten (county seat) är Henderson. Countyt har fått sitt namn efter Zebulon B. Vance.

## Geografi
Enligt United States Census Bureau så har countyt en total area på 699 km². 658 km² av den arean är land och 41 km² är vatten. 

### Angränsande countyn
- Mecklenburg County, Virginia - norr
- Warren County - öster
- Franklin County - söder
- Granville County - väster